# Johann Andreas Rauch

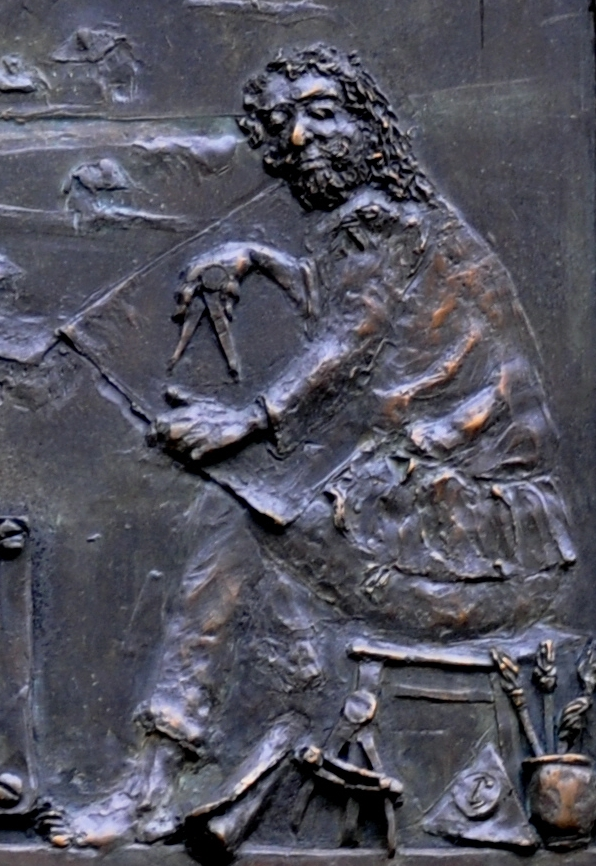
Darstellung (Relief) von Johann Andreas Rauch auf einer Gedenktafel am Haus Bindstraße 11 in Wangen

Johann Andreas Rauch (Nachname auch Rauchen, Rauhen oder Rauh; * 1575 in Bregenz am Bodensee; † um 1632 wahrscheinlich in Österreich) war ein deutscher Maler und Kartograph, dessen Schaffen in der süddeutschen Landtafelmalerei sehr wesentlich gewesen ist. Mit seiner originellen Darstellungsweise hat er der Kartographie insgesamt wichtige Impulse gegeben. Neue Regeln für unterschiedliche Höhendarstellungen (Schraffen), später allgemein in die Reliefkartographie eingeführt, sind von ihm (wahrscheinlich zuerst) angewendet worden und nach Ansicht von Ruthardt Oehme hat sich keiner der anderen süddeutschen zeitgenössischen Kartographen so eingehend mit methodischen kartographischen Fragen befasst wie Johann Andreas Rauch.

## Lebensabriss
Um das Jahr 1601 herum kam Johann Andreas Rauch in die Freie Reichsstadt Wangen im Allgäu, wo er im Laufe der Zeit das Bürgerrecht erwarb und bis zu seinem Tod in der Bindstraße 11 wohnte.
In den ersten Jahren führte er verschiedene Malerarbeiten im Auftrage der Stadt Wangen durch wie zum Beispiel im Jahre 1608 bei der Neugestaltung des Frauentores, die sich bis heute in ihrer Art erhalten hat. Später entwickelte Johann Andreas Rauch kartographische Techniken und schuf Landkarten in der Tradition der süddeutschen Landtafelmalerei, wie sie sich unter anderem auf Georg Gadner (1522–1605), Heinrich Schweickher (1526–1579) und Philipp Renlin (1545–1598) gründete.

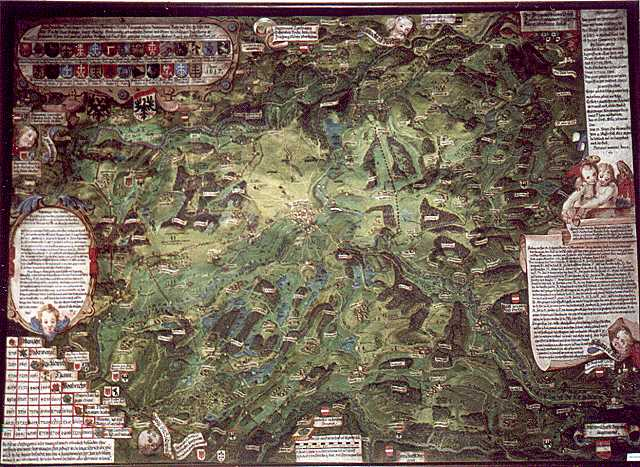
Die Wangener Landtafel von 1616

Ein erstes großes Werk war die im Jahre 1611 fertiggestellte Karte der Stadtansicht von Wangen. Dieses baugeschichtlich sehr bedeutende Kartenwerk ist erhalten geblieben und befindet sich heute im Rathaus von Wangen. Die darauf in steiler Vogelperspektive dargestellten Häuser sind so genau zu erkennen, dass die Karte bei heutigen Bausanierungen gelegentlich noch zu Rate gezogen wird. Ein Jahr später folgte der nächste Großauftrag. Für Karl von Burgau fertigte er eine detaillierte Karte der Markgrafschaft Burgau mit über 300 Ortschaften an. Hierfür reiste er elf Monate durch das Gebiet und erhielt am Ende ein Honorar von 1000 Gulden sowie eine Aufwandsentschädigung von 55 Gulden.
In den darauf folgenden Jahren bis zu seinem Tod hat Johann Andreas Rauch noch eine ganze Reihe von kartographischen Werken in dieser Weise gezeichnet und gemalt, unter denen die um das Jahr 1616 herum fertiggestellte Wangener Landtafel die herausragendste war. Nach dem Schweizer Historiker und Geographen Georges Grosjean (1921–2002) hat die süddeutsche Tafelmalerei mit diesem Werk ihren Höhepunkt erreicht. Auch diese  (207 × 290 cm messende) Karte ist erhalten geblieben und befindet sich heute ebenfalls im Rathaus von Wangen. — Dazu wurden von Johann Andreas Rauch auch sakrale Werke geschaffen wie zum Beispiel Altarbilder.

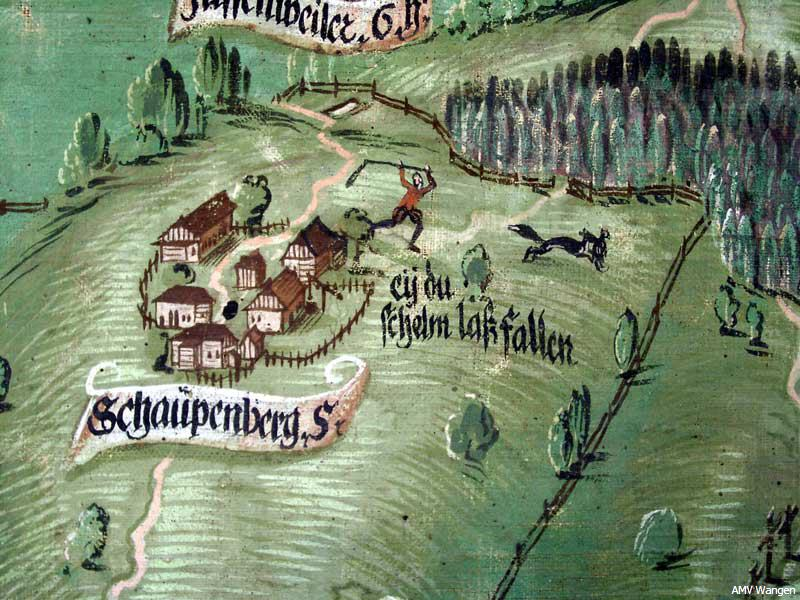
Ein Detail der Wangener Landtafel: Höhenunterschiede sind durch Schraffen deutlich herausgearbeitet

Über die Arbeitsweise von Johann Andreas Rauch bei seinem kartografischen Schaffen sind  Angaben erhalten geblieben. Das zu kartographierende Gebiet wurde von ihm meistens im Schrittmass aufgenommen und bei diesen Begehungen fertigte er zahlreiche Skizzen von den örtlichen Gegebenheiten an, nach denen er dann später die einzelnen Detailbilder auf seinen Karten gestaltete. Diese Einzelheiten wie Baumgruppen, Gewässer, Grenzverläufe, Wege, Gehöfte, Ortschaften usw. sind genau wiedergegeben. Dazu hat sich Johann Andreas Rauch auch viele Szenen mit Menschen und Tieren in gewissen Situationen, die er auch oft mit Texten erläutert, ausgedacht und gemalt, was seinen Karten eine ganz besondere Aussagekraft verleiht.
Johann Andreas Rauch ist zweimal verheiratet gewesen. Seine erste Frau starb bei der Geburt des siebten Kindes, seine zweite wie auch seine Mutter und mehrere Kinder verlor er durch die Pest im Jahre 1628. Überschattet wurden seine letzten Lebensjahre dazu von einem Rechtsstreit mit der Stadt Lindau um das Honorar für die Lindauer Landtafel, bei dem er sich wirtschaftlich ruiniert haben soll. Um sein Recht in dieser leidigen Angelegenheit letztlich zu bekommen, unternahm Johann Andreas Rauch um das Jahr 1632 herum eine Reise zum kaiserlichen Reichshofrat in Wien, während der er irgendwann an einem unbekannten Ort gestorben ist.

## Kartenwerke
- 1610–1611 Ansicht der Stadt Wangen (Rathaus Wangen)
- 1612–1614 Landtafel der Markgrafschaft Burgau (in schlechtem Zustand im Depot des Nationalmuseums in München)
- 1614 Landtafel der Herrschaft Achberg (verloren)
- 1615 Karte zu einem Streit zwischen Österreich, Ratzenried und Wangen (verloren)
- 1616 Landtafel der Wangener hohen und niederen Gerichtsbarkeit (Rathaus Wangen)
- 1617–1619 Karte der Fürstabtei Kempten mit Herrschaft Kemnat (verloren)
- 1620 Karte von Bregenz und Umgebung (verloren)
- 1621 Karte des Grenzgebietes zwischen Ravensburg und der Landvogtei Schwaben (wahrscheinlich identisch mit der Landtafel des Klosters Weissenau und der Stadt Ravensburg)
- 1622 Landtafel des Gebietes des Klosters Weissenau und der Stadt Ravensburg (Museum der Stadt Ravensburg)
- 1622 Gegend und Darstellung der Erschießung des Freiherrn von Königsegg (Archiv Königseggwald)
- 1623 Karte des strittigen Gebietes zwischen Stift Kempten und der Herrschaft Trauchburg (verloren)
- 1624 Landtafel der Herrschaft Waldsee und des Haistergauischen Forstes (Kopie von Johann Rudolf Mohr: Schloss Waldsee)
- 1625 Landtafel oder Ansicht von zwei Schlössern des Fürstbischofs von Konstanz (verloren)
- 1626 Ansicht von Schloss und Dorf Waldburg (Schloss Wolfegg)
- 1626–1629 Landtafel der hohen und niederen Gerichtsbarkeit von Lindau (verloren)
- 1628 Ansicht des Schlosses Wolfegg (Schloss Wolfegg)
- 1628 Pläne von Äschach, Schönau und Oberreitnau (verloren)
- 1628 Plan von Rickenbach bei Lindau (Regierungsarchiv des Landes Tirol in Innsbruck)

Eine Auswahl an Kartenwerken
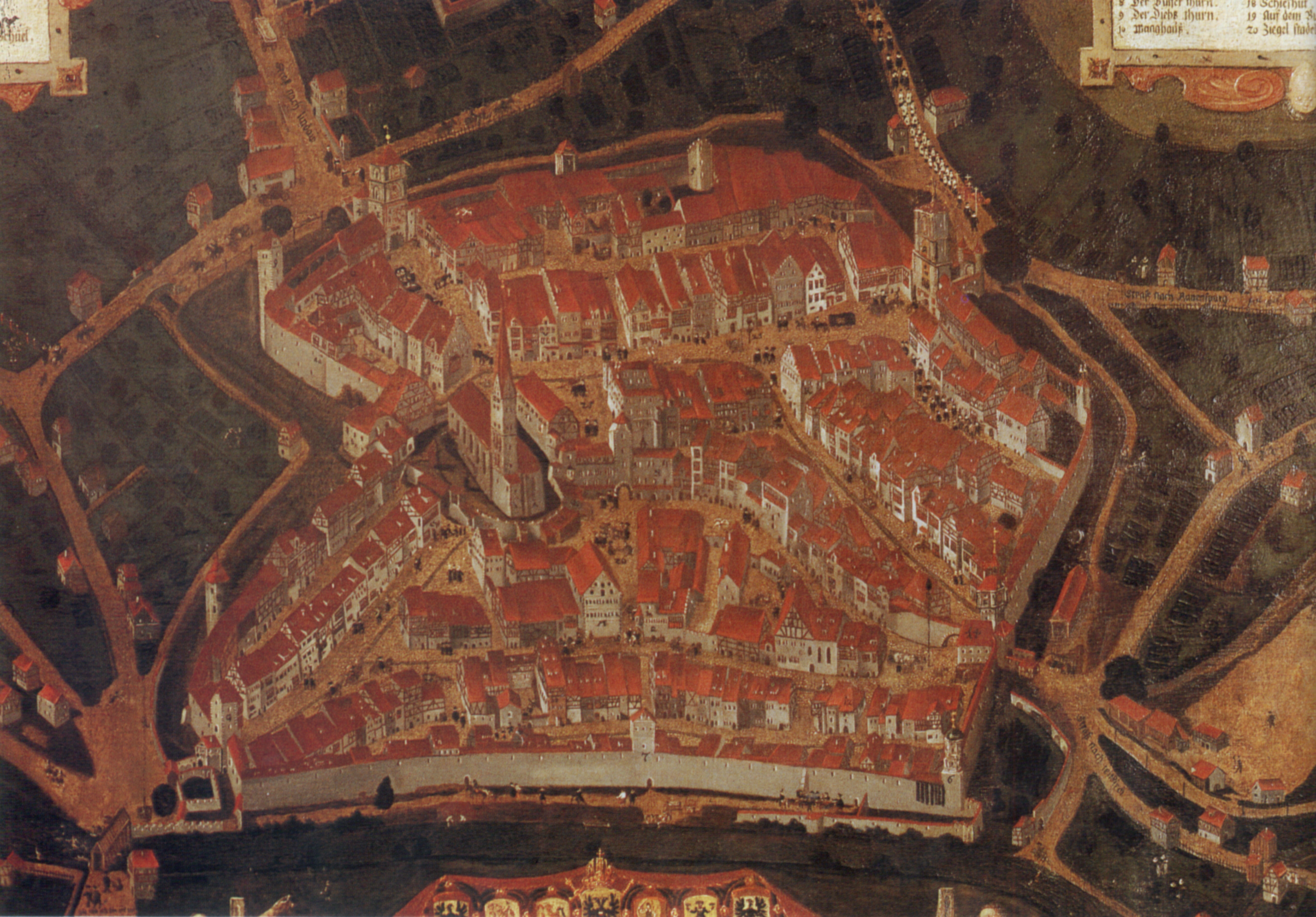
Wangen 1611
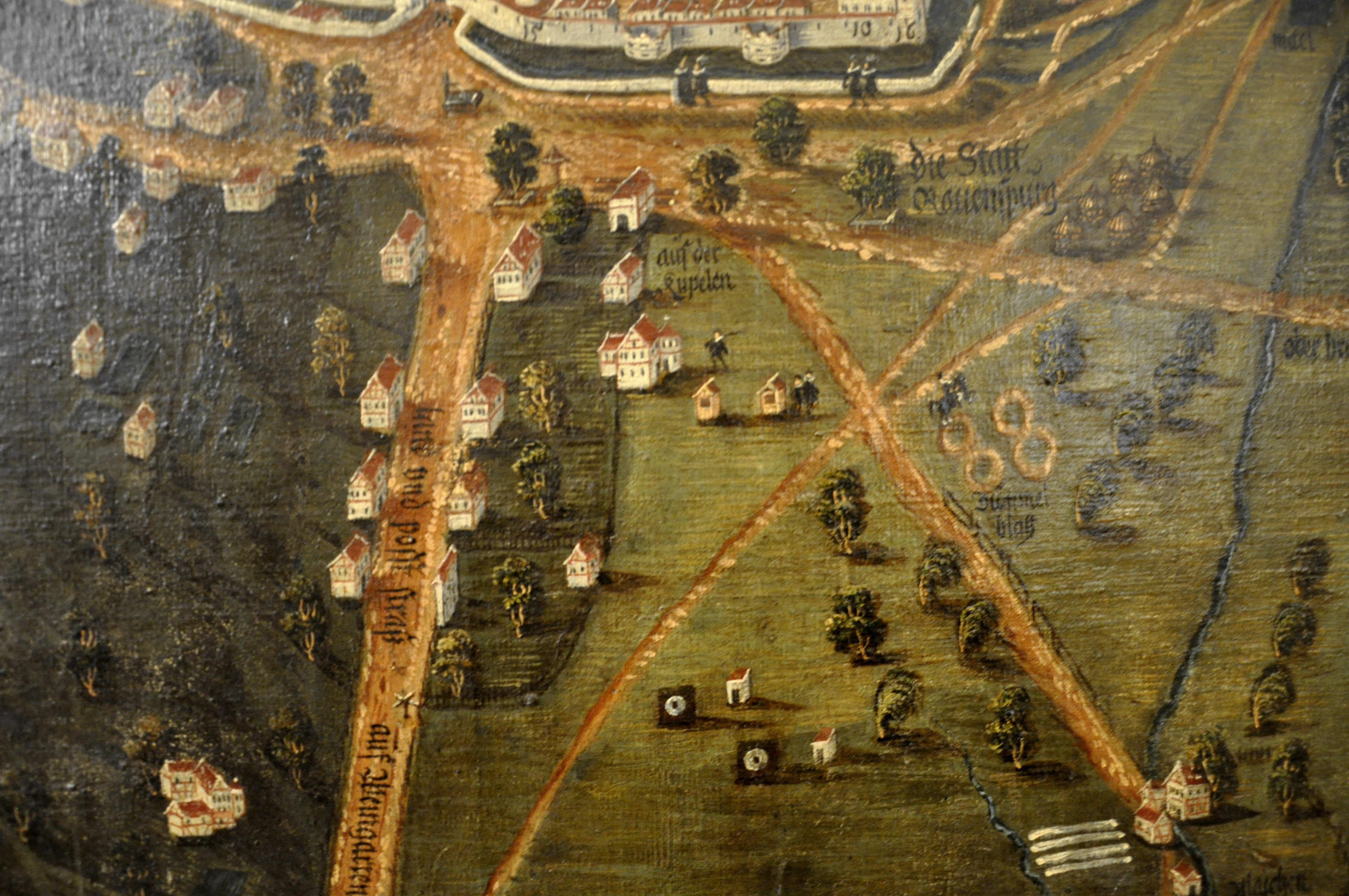
Ausschnitt Ravensburg und Weißenau 1622
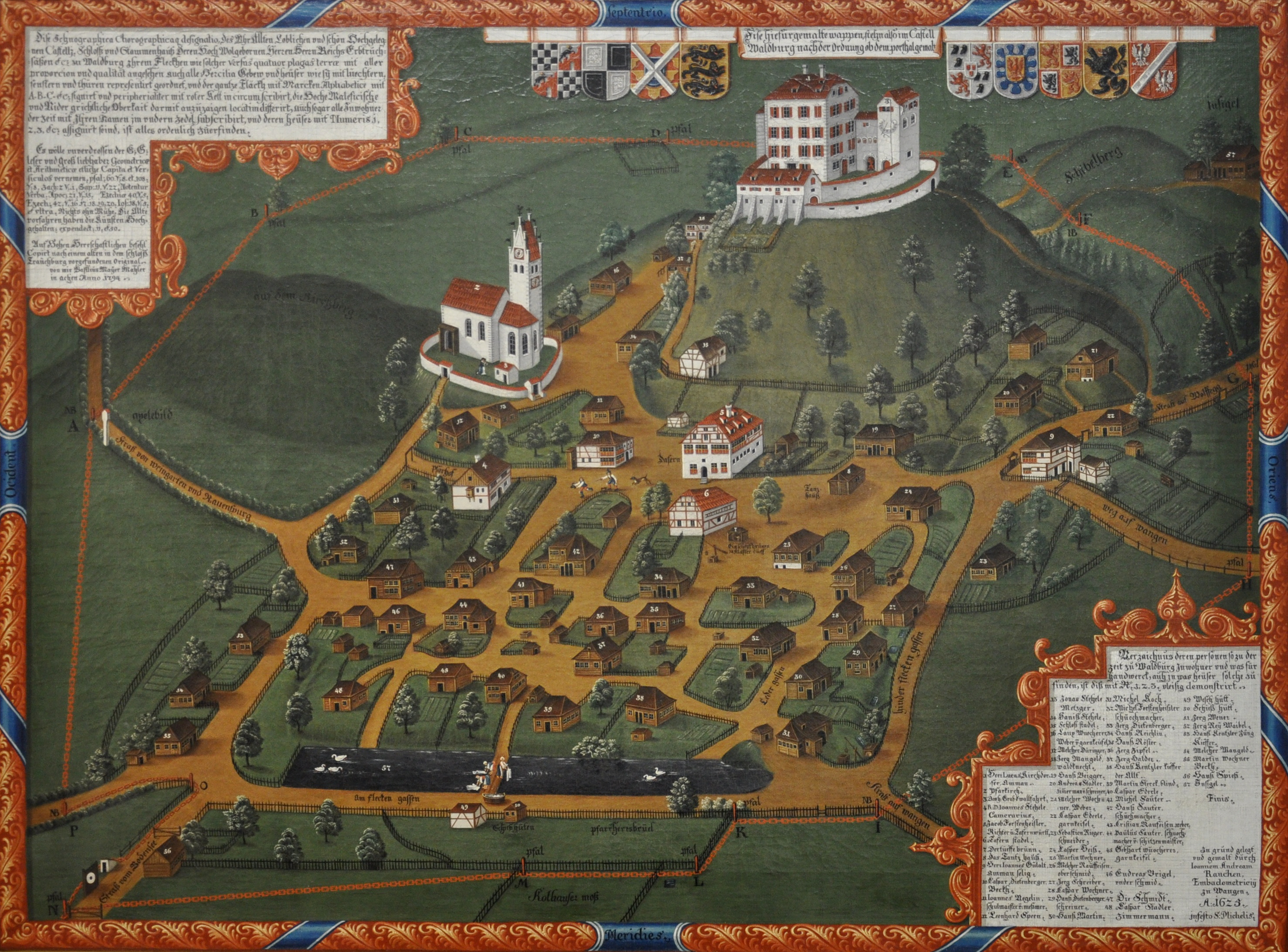
Burg und Ort Waldburg 1626
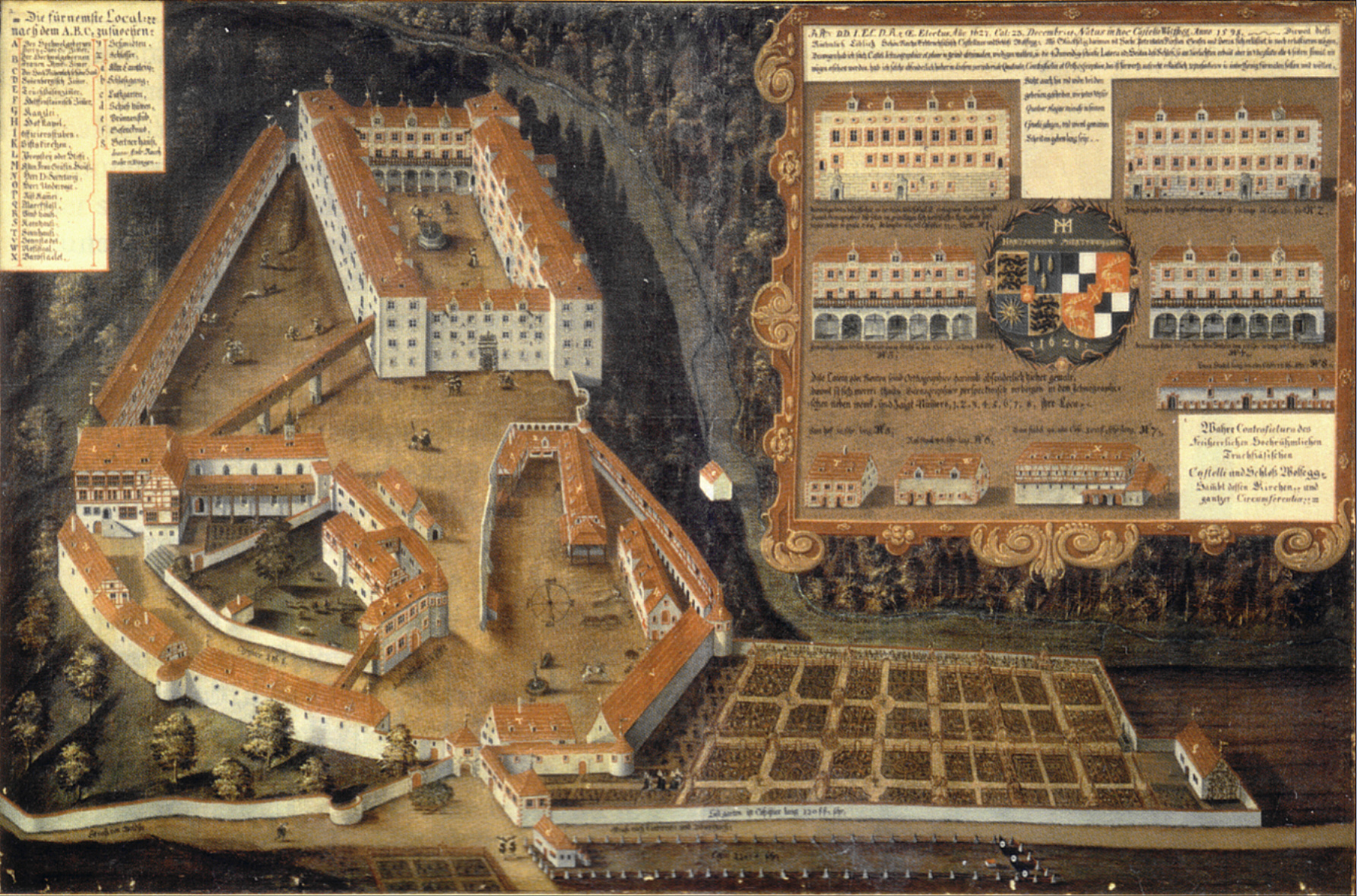
Schloss Wolfegg 1628